# Jaime Silva (pintor)
Jaime Silva (Peso da Régua, 12 de Julho de 1947) é um pintor português.

## Biografia
Jaime Silva nasceu no Peso da Régua, a 12 de Julho de 1947.
Licenciou-se em pintura na Escola Superior de Belas Artes do Porto em 1973.
Membro fundador do grupo Puzzle com Carlos Carreiro, Graça Morais, João Dixo, Albuquerque Mendes e outros artistas do Porto, de 1975 a 1977. Esteve, depois, em Paris como bolseiro da Fundação Calouste Gulbenkian, entre 1977 e 1978.
- Foi professor de Pintura no AR.CO entre 1983 e 1987, Lisboa.

- É actualmente professor responsável do Curso de Pintura da Sociedade Nacional de Belas Artes (SNBA),[2] Lisboa (desde 1987).

- É director artístico da Galeria Municipal de Montijo [3] (desde 1999).

- Júri de várias exposições, entre as quais: “1984 – O futuro é já hoje?” Fundação Calouste Gulbenkian, Lisboa.

- Comissário de várias exposições, entre as quais: "Madrid, capital da cultura Ibero-Americana" (representação da cidade de Lisboa) (1998); “Treze Artistas/Arte Digital” (2006), Sociedade Nacional de Belas Artes, Lisboa; “Novas Simbologias/Actuação e Limites”, Montijo (2006) e Bienal de Cerveira (2007); "Bienais de Arte de Montijo – Prémio Vespeira" [4] (com homenagens prestadas a Fernando de Azevedo/Sá-Nogueira/Nikias Skapinakis/João Vieira).

Faz exposições individuais e colectivas desde 1976, em Portugal e no estrangeiro.

### Museus/Colecções
Secretaria de Estado da Cultura, Lisboa / Centro de Arte Moderna, Fundação Calouste Gulbenkian, Lisboa / Colecção José Augusto França – Núcleo de Arte Contemporânea/Museu Municipal de Tomar / Caixa Geral de Depósitos, Lisboa / Casa-Museu Dr. Anastácio Gonçalves, Lisboa / Museu Abade de Baçal, Bragança / Câmara Municipal Peso da Régua / Câmara Municipal Almada / Museu Municipal de Vila Flor / Museu Municipal de Campo Maior / Museu Municipal de Estremoz / Fundação Friedrich Naumann, Sintra / Fundação António Prates, Ponte de Sôr / Fundação “Armazém das Artes”, Alcobaça / Banco Luso Espanhol, Madrid / Banco de Portugal, Lisboa / Banco Comercial Português, Lisboa / Crédito Predial Português, Lisboa / Instituto de Participações do Estado, Lisboa / Companhia de Seguros Mundial Confiança, Lisboa / L.T.E., Lisboa

### Prémios
- Menção Honrosa, Queima das Fitas (1969), Porto
- 2º Prémio de Pintura, I Exposição de Arte Moderna (1981), Faro
- Aquisição de Pintura, Lagos’86 (1986), Lagos
- Aquisição de Desenho, III Exposição de Artes Plásticas (1986), Fundação Calouste Gulbenkian, Lisboa
- Prémio de Desenho, II Bienal de Escultura e Desenho (1987), Caldas da Rainha
- Aquisição de Pintura, 3ª Bienal de Artes Plásticas (Lyon’s) (2006), Almada
- Medalha de mérito atribuída pela Câmara Municipal de Peso da Régua